# Максаковский, Владимир Павлович
Влади́мир Па́влович Максако́вский (4 июня 1924, Москва — 12 января 2015, там же) — советский и российский географ, экономико-географ, страновед, академик Российской академии образования (1992), доктор географических наук (1970), профессор (1971). Участник Великой Отечественной войны. Известен в первую очередь как автор серии учебников по социально-экономической географии мира. Лауреат премии Президента РФ в области образования (1997)

## Биография
Родился в семье служащих. 
После окончания 9 класса школы в 1941 году добровольцем вступил в ряды Народного ополчения г. Москвы, воевал на Западном фронте. Награждён орденом Отечественной войны II степени и медалями.
В 1945 году, ещё будучи в армии, поступил на заочное отделение географического факультета Московского государственного университета имени М. В. Ломоносова. В 1946—1950 годах учился на очном отделении факультета. В студенческие годы был секретарём Бюро ВЛКСМ, сталинским стипендиатом. После окончания университета, в 1950 году, В. П. Максаковский поступил в аспирантуру на кафедру экономической географии социалистических стран географического факультета МГУ. Диплом Максаковский писал под руководством И. А. Витвера, он же был его научным руководителем по диссертации до лета 1954 года, когда у Витвера случился инсульт. Новым руководителем стал И. М. Маергойз.
В 1953 году окончил аспирантуру, в 1955-м защитил в МГУ кандидатскую диссертацию «Топливная промышленность европейских стран народной демократии (структурные и географические сдвиги)», в 1970-м — докторскую в Институте географии АН СССР «Топливные ресурсы социалистических стран зарубежной Европы (опыт экономико-географического анализа)».
В 1976—1992 годах — член постоянной Комиссии географического образования Международного географического союза, в которой представлял СССР.
16 октября 1953 — 12 января 2015 — работа в МГПИ; в 1953—1954 годах — ассистент кафедры; в 1954—1959 годах — старший преподаватель; в 1959—1971 годах — доцент; с 1971 года — профессор; в 1958—1965 годах — декан географического факультета МГПИ; с 1968 года возглавлял сначала кафедру экономической географии (МГПИ), а затем ― кафедру экономической и социальной географии (МПГУ).
Похоронен на Донском кладбище.

### Семья
Жена — Василивицкая Зоя Викторовна (1924—2006), историк.
Дочь — Елена Владимировна Максаковская (род. 1948), биолог, паразитолог.
Сын — Николай Владимирович Максаковский (род. 1956), советский и российский географ.

## Вклад в науку
Уделил большое внимание изучению географической культуры как всемирно-историческому явлению.
В. П. Максаковским выделено четыре элемента географической культуры:
- географическая картина мира,
- географическое мышление,
- методы географии,
- язык географии.

По каждому из этих направлений Максаковским проведены обстоятельные исследования.
Являлся почётным членом Русского географического общества, географических обществ Болгарии и Чехии. Входил в Учебно-Методический Совет по географии УМО по классическому университетскому образованию Секция экономической и социальной географии. Был почетным профессором МПГУ, входил в ученый совет вуза, заведовал кафедрой экономической и социальной географии географического факультета Московского педагогического государственного университета.

## Список научных трудов
Автор около 700 печатных работ, в том числе монографий, научно-популярных книг, учебников и учебных пособий для средней и высшей школы. Один из руководителей подготовки научного труда Страны и народы в 20 томах 1978—1985;
- Стройки социализма в европейских странах народной демократии. М.: Географгиз, 1952. — 200 с.
- Угольная промышленность европейских стран народной демократии. Краткая экономическая характеристика. М.: Углетехиздат, 1958. — 170 с.
- Дунай. М.: Географгиз, 1959. — 53 с.
- Крупнейшие промышленные объекты Польши, Чехословакии, ГДР. Пособие для учителей. М.: Учпедгиз, 1961. — 164 с.
- Новостройки друзей. (Новое в географии промышленности Польши, ГДР, Чехословакии, Венгрии, Румынии и Болгарии в 1959—1965 гг.). М.: Знание, 1962. — 48 с.
- Большой Дунай. М.: Знание, 1963. — 48 с.
- Топливные ресурсы социалистических стран Европы. М.: Недра, 1968. — 191 с.
- Польша. Страноведческие очерки. М.: Просвещение, 1969. — 207 с.
- Топливная промышленность социалистических стран Европы. М.: Недра, 1975. — 205 с.
- Новостройки СЭВ. М.: Знание, 1979. — 48 с.
- Экономическая и социальная география зарубежных стран — М.: Просвещение. 1980, 1981.-Ч.1.2.
- Научные основы школьной географии. М.: Просвещение, 1982. — 96 с.
- Экономическая и социальная география мира: население мира: Экспериментальные материалы учеб. пособия для углубл. изучения курса. М.: Просвещение, 1987. — 78 с.
- География: экономическая и социальная география мира: учеб. для 10-го кл. ср. школы.: в 2-х кн. М.: Просвещение, 1990. — 239 + 64 с. (23-е изд. — 2014).
- Географическая картина мира: 230 «каналов углубления» к курсу «Экономическая и социальная география мира»: (10-й кл.). Ч. 1: Общая характеристика мира. Ярославль: Добро, 1993. — 303 с.
- Географическая картина мира: 230 «каналов углубления» к курсу «Экономическая и социальная география мира»: (10-й кл.). Ч. 2: Региональная характеристика мира. Ярославль: Добро, 1993. — 559 с.
- Методические рекомендации по курсу «Экономическая и социальная география мира»: (10-й кл.). Рязань: Горизонт, 1993. — 74 с.
- Методическое пособие по социальной и экономической географии мира: Книга для учителя. М.: Просвещение, 1994. — 141 с.
- Географическая картина мира: 230 «каналов углубления» к курсу «Экономическая и социальная география мира»: (10-й кл.). 2-е изд., испр. и доп. Ч. 1: Общая характеристика мира. Ярославль: Верх.-Волж. кн. изд-во, 1995. — 315 с.
- Географическая картина мира: 230 «каналов углубления» к курсу «Экономическая и социальная география мира»: (10-й кл.). 2-е изд., испр. и доп. Ч. 2: Региональная характеристика мира. Ярославль: Верх.-Волж. кн. изд-во, 1996. — 318 с.
- Географическая картина мира: 230 «каналов углубления» к курсу «Экономическая и социальная география мира»: (10-й кл.). 2-е изд., испр. и доп. Ч. 3: Глобальные проблемы человечества. Ярославль: Верх.-Волж. кн. изд-во, 1996. — 157 с.
- Историческая география мира: Учеб. пособие для студентов вузов. М.: Экопрос, 1997. — 584 с.
- Географическая культура: учебник для вузов. М.: Гуманит. изд. центр ВЛАДОС, 1998. — 416 с.
- Всемирное культурное наследие. М.: Издательский сервис, 2000. — 416 с.
- Преподавание географии в зарубежной школе. М.: Гуманит. изд. центр ВЛАДОС, 2001. — 368 с.
- Всемирное культурное наследие. М.: Просвещение, 2003. — 608 с.
- Географическая картина мира: учебник для вузов. Кн. I: Общая характеристика мира. М.: Дрофа, 2003. — 496 с. (5-е изд. — 2009).
- Географическая картина мира: учебник для вузов. Кн. II: Региональная характеристика мира. М.: Дрофа, 2004. — 480 с. (5-е изд. — 2009).
- Литературная география. Книга для учителя. М.: Просвещение, 2006. — 408 с.
- Общая экономическая и социальная география. Курс лекций. Часть 1. М.: Гуманит. изд. центр ВЛАДОС, 2009. — 367 с.
- Общая экономическая и социальная география. Курс лекций. Часть 2. М.: Гуманит. изд. центр ВЛАДОС, 2009. — 528 с.
- «Года к суровой прозе клонят…». Сб. статей, опубликованных в 2009—2011 гг. М., 2011. — 356 с.
- Экономика знаний. Смоленск: Универсум, 2012. — 104 с.
- Актуальные проблемы России. Смоленск: Универсум, 2014. — 138 с.

## Память
- 2-4 июня 2016 года в Москве прошли первые Максаковские чтения[4].
- В апреле 2016 г. кафедре экономической и социальной географии Географического факультета МПГУ присвоено имя академика РАО В. П. Максаковского[5].
- В 2021 году в Москве установлена мемориальная доска из Шокшинского малинового кварцита (месторождение Шокша (Карелия)) на здании Географического факультета МПГУ (ул. Кибальчича, 16), где с 1993 г. по 2014 г. работал Максаковский. Авторы мемориальной доски: Р. Е. Дорошин и скульптор Борис Матвеев[6]

## Интересные факты
В. П. Максаковский был поэтом-любителем, автором гимнов географических факультетов МГУ и МПГУ. В 1999 году в Рязани вышел сборник с его стихотворными произведениями.